# Бурхан Арпад
Бурхан Арпад (на турски: Burhan Arpad) е турски журналист, издател, преводач и писател на произведения в жанра драма. Прави преводи и под псевдонима Ахмет Хисарли (на турски: Ahmet Hisarlı).

## Биография и творчество
Бурхан Арпад е роден на 19 май 1910 г. в Мудания, Турция. Завършва Търговската гимназия в Истанбул. След завършване на гимназията, в периода 1925 – 1928 г. работи като киномеханик. В периода 1928 – 1935 г. работи като счетоводител в тютюневата фабрика Tekel Cibali, а в периода 1936 – 1943 г. работи като попечител в главната дирекция на Tekel Cibali.
Първите му статии се появяват през 1936 г. във вестник Vakit и в списание Servetifünun-Uyanış.
През 1943 г. заедно със Салах Бирсел и Исан Деврим основава книжарница ABC. След това в периода 1945 – 1946 г. той основава издателство „Арпад“. В периода 1947 – 1962 г. работи като интервюиращ журналист и репортер, и пише статии за вестниците „Родина“, „Хюриет“ и „Ватан“. Пише и като колумнист за вестник „Република“ (Cumhuriyet).
Неговите истории, дневници за пътешествия и критики са публикувани в списанията İnanç, Yığın, Adımlar, Yurt ve Dünya, Yürüyüş, Yeditepe, Türk Dili ve Varlık.
Прави множество преводи на германски и австрийски автори под свое име и под псевдонима Ахмет Хисарли. Сред авторите са Ерих Мария Ремарк, Стефан Цвайг, Ана Зегерс, Джоузеф Рот, Йодьон фон Хорват, Томас Ман, Ингеборг Бахман, Фриц Хабек, Игнацио Силоне, Уилям Сароян, Хенри Уолас, Шолем Алейхем, Димитър Димов, Ярослав Хашек, и др. Според Бурхан Арпад преводите му са на книги, „които чете и обича, и вярва, че ще бъдат от полза за обществото“. Преводните му книги имат едно общо нещо: всички те са хуманни, антифашистки, антимилитаристки и миролюбиви.
През 1961 и 1964 г. е член на журито на Берлинския филмов фестивал.
Получава през 1966 г. наградата на Турската езикова асоциация за книгата си „Пътен журнал“ (Gezi Günlüğü), в която събира своите впечатления от различни европейски страни. Сред най-известните му произведения са романът „Рана от нож на челото“ (Alnımdaki Bıçak Yarası) от 1968 г., мемоарната книга Hesaplaşma („Разчитане“) от 1976 г., и сборникът с истории за Истанбул – „Имаше Истанбул...“ (Bir İstanbul Var İdi...) от 2000 г.
През 1975 г. е награден с българския орден „Св. св. Кирил и Методий“. През 1985 г. получава наградата на пресслужбата „Бурхан Фелек“. Член е на Обществото на Стефан Цвайг. Награден със златен орден за заслуги от Федерална република Германия през 1985 г. и златен медал за науката и изкуството на Република Австрия през 1987 г. за немскоезичните си преводи.
Бурхан Арпад умира на 3 декември 1994 г. в Истанбул, Турция. След смъртта му новите му книги са публикувани от неговия син Ахмет Арпад, също преводач и писател.

## Произведения
частично представяне
- Şehir 9 Tablo (1940)
- Dolayısıyla (1955)
- Son Perde: Naşit'in yaşam öyküsü (1961)
- Taşı Toprağı Altın (1966)
- Gezi Günlüğü (1966)
- Alnımdaki Bıçak Yarası (1968)
- Direklerarası (1974)
- Hesaplaşma (1976) – мемоари
- Yok Edilen İstanbul: Gözlemler Belgeler Anılar (1983)
- Bir İstanbul Var İdi... (2000) – сборник

### Издадени в България
- Утро над Босфора, изд.: Профиздат, София (1972), прев. Донка Меламед – сборник разкази, съдържа: Утро над Босфора, Нуждата от мон шер, Чиновник, Киноутро, Не зная колко лири и колко гроша, Открито наддаване, Глава на семейство, Ръце и носове, Изявления, Последни новини-и-и!, Раздавачът Гюзелсон, Двама души, Да бях птица, че да литна, Пролетта и уличното псе, Бръснарски салон „Веселият перукер“, Телефонен разговор, Празнична утрин
- Празнична утрин, изд.: „Народна култура“, София (1981), прев. Донка Меламед, Илона Александрова, Емил Крепиев, Георги Ризов, Розия Самуилова – сборник разкази

### Преводи
частично представяне
- Ерих Мария Ремарк – Batı Cephesinde Yeni Bir Şey Yok, Dönüş Yolu, İnsanları Seveceksin, Tedirgin Hayat, Lizbon'da Bir Gece, Hayat Kıvılcımı,
- Стефан Цвайг – Yıldızın Parladığı Anlar, Dünün Dünyası, Amok Koşucusu, Yürek Çöküntüsü, Satranç Hikayesi, Yalnızlık Kabusu, Bir Politikacının Portresi, Hikâyeler, Acımak, Amerika, Friderike'ye Mektuplar,
- Томас Ман – Buddenbrock Ailesi
- Ана Зегерс – Transit, Ölüler Genç Kalır,
- Димитър Димов – Tütün
- Камен Калчев – Proleter Devrimci Dimitrof
- Х. В. Кац – Sonu gelmeyen yol
- Йодьон фон Хорват – Allahsız Gençlik
- Уилям Сароян – İnsanlık Komedisi
- Йозеф Рот – Eyub
- Вики Баум – Esrarlı Gece
- Фриц Хабек – Parçalanmış Üçgen, Gece Yarısı Bir Gemi
- Антоан дьо Сент Екзюпери – Kanayan İspanya
- Игнацио Силоне – Ekmek Ve Şarap
- Ясунари Кавабата – Kiraz Çiçekleri
- Ханс Беренд – Milliyetçi Sosyalizm, Alman Faşizminin Perde Arkası
- Мария фон Ебнер-Ешенбах – Köyün Çocuğu
- Шолем Алейхем – Damdaki Kemancı'dan Öyküler

## Книги за писателя
- Anlatıcının Tutumu – Burhan Arpad’ın Hikâyeleri Üzerine Bir İnceleme (2019) – от Орхан Огуз